# Сурков, Николай Алексеевич
Николай Алексеевич Сурков (10 декабря 1938 — 16 июня 2013, Белгород, Российская Федерация) — советский партийный и государственный деятель, председатель Белгородского облисполкома (1983—1987).

## Биография
Окончил Харьковский сельскохозяйственный институт имени Василия Докучаева.
С 1962 г. — главный агроном колхоза «Родина» Белгородского района, в 1963 г. стал его председателем. Для достижения высоких показателей урожайности внедрял квадратный способ обработки растений: поперёк рядов шёл трактор и вырезал часть всходов: 30 см — вырез, 15 см — «букет». Производительность труда свекловичниц при такой технологии возрастала в три раза,
- 1965—1967 гг. — главный агроном колхоза им. М.Фрунзе,
- 1967—1971 гг. — председатель колхоза «Знамя», крупного хозяйства — около тысячи тонн мяса, 12 тысяч гектаров земель. По инициативе председателя был внедрен белгородский вариант бороны ВНИИСС-Р,
- 1971—1973 гг. — начальник управления сельского хозяйства Губкинского района Белгородской области, за год район поднялся с 18 на четвёртое место по производству растениеводческой продукции,
- 1973—1978 гг. — первый секретарь райкома КПСС, добился средней урожайности сахарной свеклы в 328 центнеров с гектара — одной из самых высоких в области,
- 1978—1983 гг. — заместитель председателя Белгородского облисполкома,
- 1983—1987 гг. — председатель Белгородского облисполкома.

Избирался секретарем Белгородского обкома КПСС.
Затем — в комитете сельского хозяйства, продовольствия и торговли администрации области, в департаменте агропромышленного комплекса области, возглавлял Белгородское региональное отделение общероссийской общественной организации «Союз садоводов России», был председателем Совета ветеранов Великой Отечественной войны и труда департамента АПК области.

## Награды и звания
Награждён орденами Трудового Красного Знамени, «Знак Почета», медалями «За трудовую доблесть», «За доблестный труд. В ознаменование 100-летия со дня рождения В. И. Ленина».
Почетный гражданин Белгородского района.